# Riksdagen 1638
Riksdagen 1638 ägde rum i Stockholm.
Ständerna sammanträdde den 17 januari 1638. 
Ständerna sammanträdde den 1 juni 1636. Lantmarskalk var Lars Eriksson Sparre. Prästeståndets talman var biskop Laurentius Paulinus Gothus. Borgarståndets talman var Peder Gavelius, bondeståndets talman Måns Dagsson från Väckelsång.
Återköp av frälsegods kungjordes.
Riksdagen avslutades den 3 mars 1638.